# 圣母圣衣圣殿 (坎皮纳斯)
圣母圣衣圣殿 (英语：Basilica of Our Lady of Carmel)是一座罗马天主教宗座圣殿，位于巴西南部圣保罗州坎皮纳斯市中心的嘉模巷（Largo do Carmo）。最初它曾是该市的主要教堂，城市也围绕该堂发展起来。
该堂始建于1774年7月14日，举行了第一场弥撒，标志堂区和坎皮纳斯城市的创建。1781年7月25日建成，是圣母无原罪堂区的中心。1920年代，兴建目前的新哥特式教堂，旧堂只保留了正祭台和钟楼。

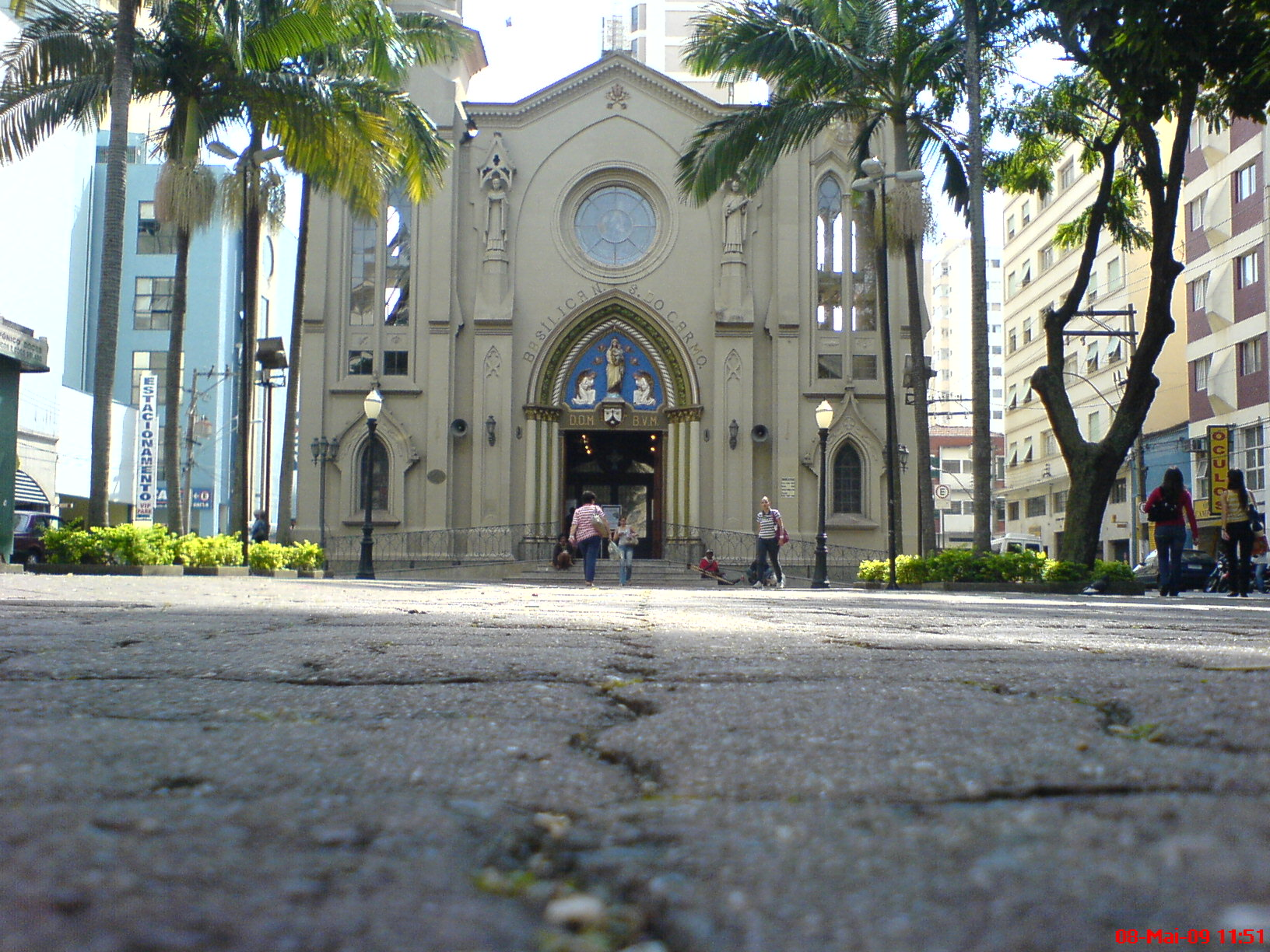